# Museo del precinema
Il Museo del PRECINEMA - Collezione Minici Zotti si trova in Prato della Valle a Padova. Il museo fu creato nel 1998 ed espone la Collezione Minici Zotti, in collaborazione con il Comune di Padova. Si tratta di una raccolta unica al mondo di Lanterne magiche, “Mondi Novi”, vedute ottiche, stereoscopie, teatri d’ombre, giochi ottici e strumenti musicali, che testimoniano in maniera multiforme il percorso storico che ha portato alla nascita della Settima Arte. Propone anche mostre itineranti interattive e dà in prestito oggetti a mostre prestigiose, come per la mostra 'Lanterne magique et film peint' alla Cinémathèque française di Parigi e al Museo del Cinema a Torino.

## La Collezione Minici Zotti

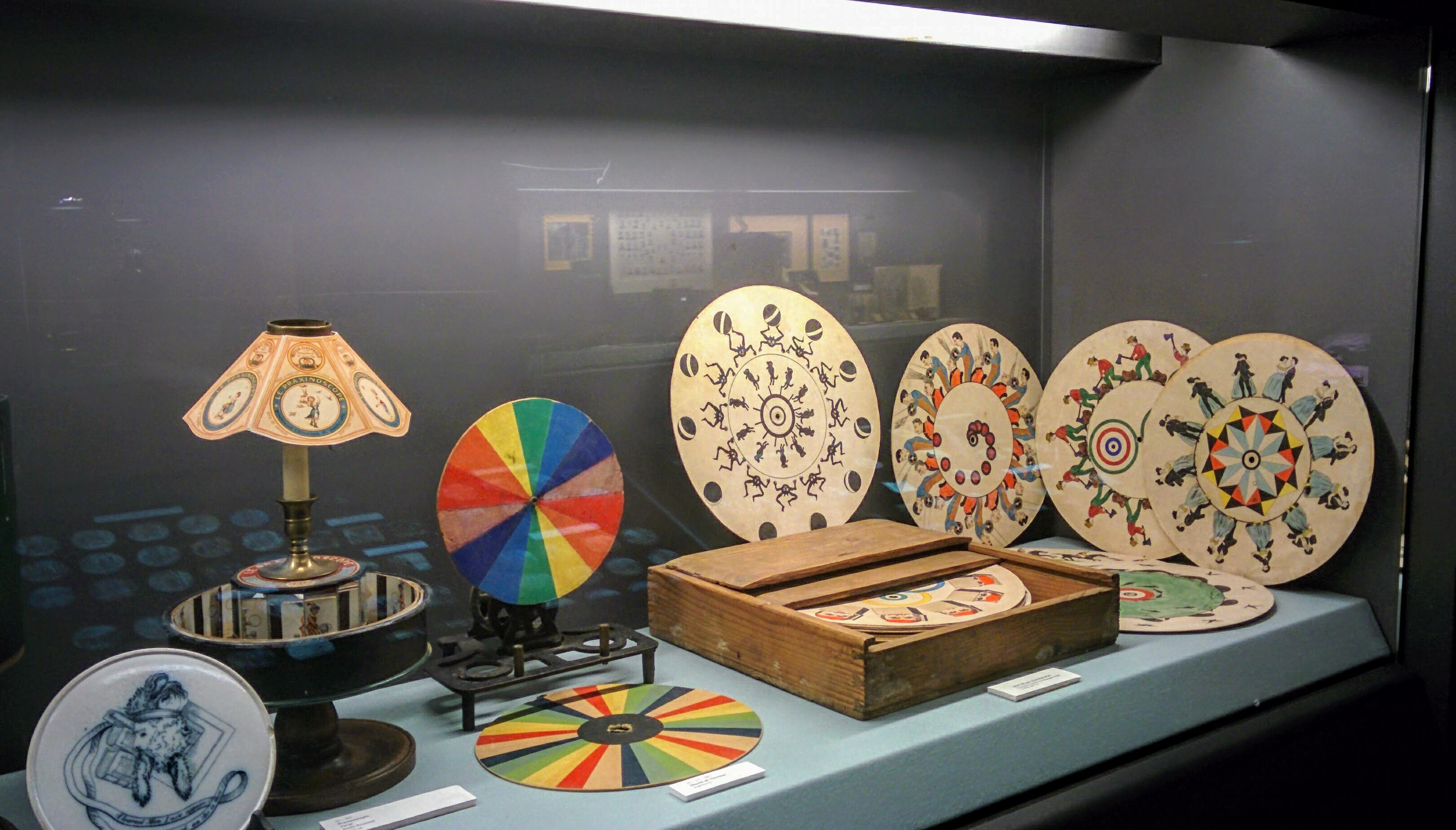
Dischi per giochi ottici di illusione del movimento

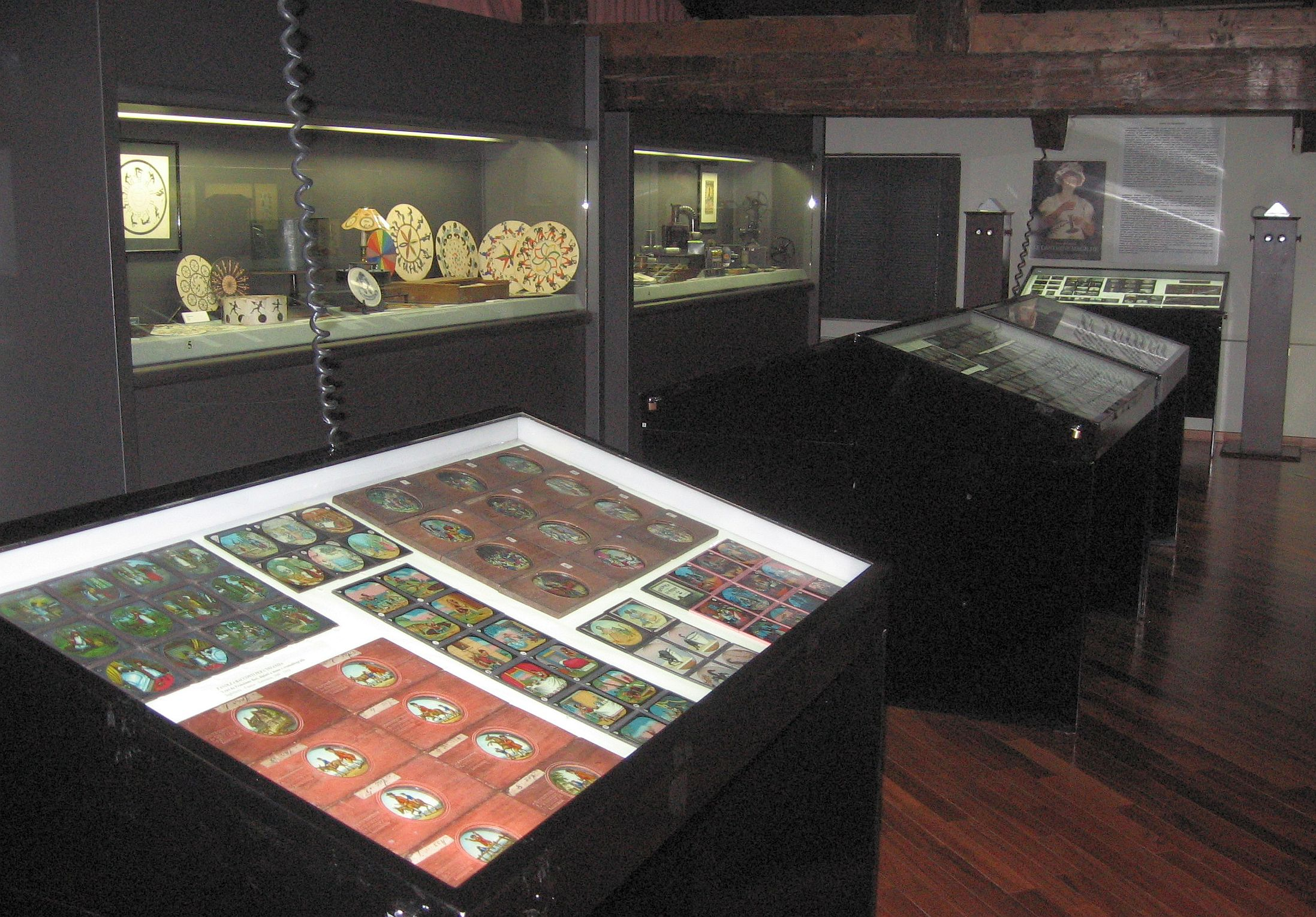
Interno del Museo del Precinema

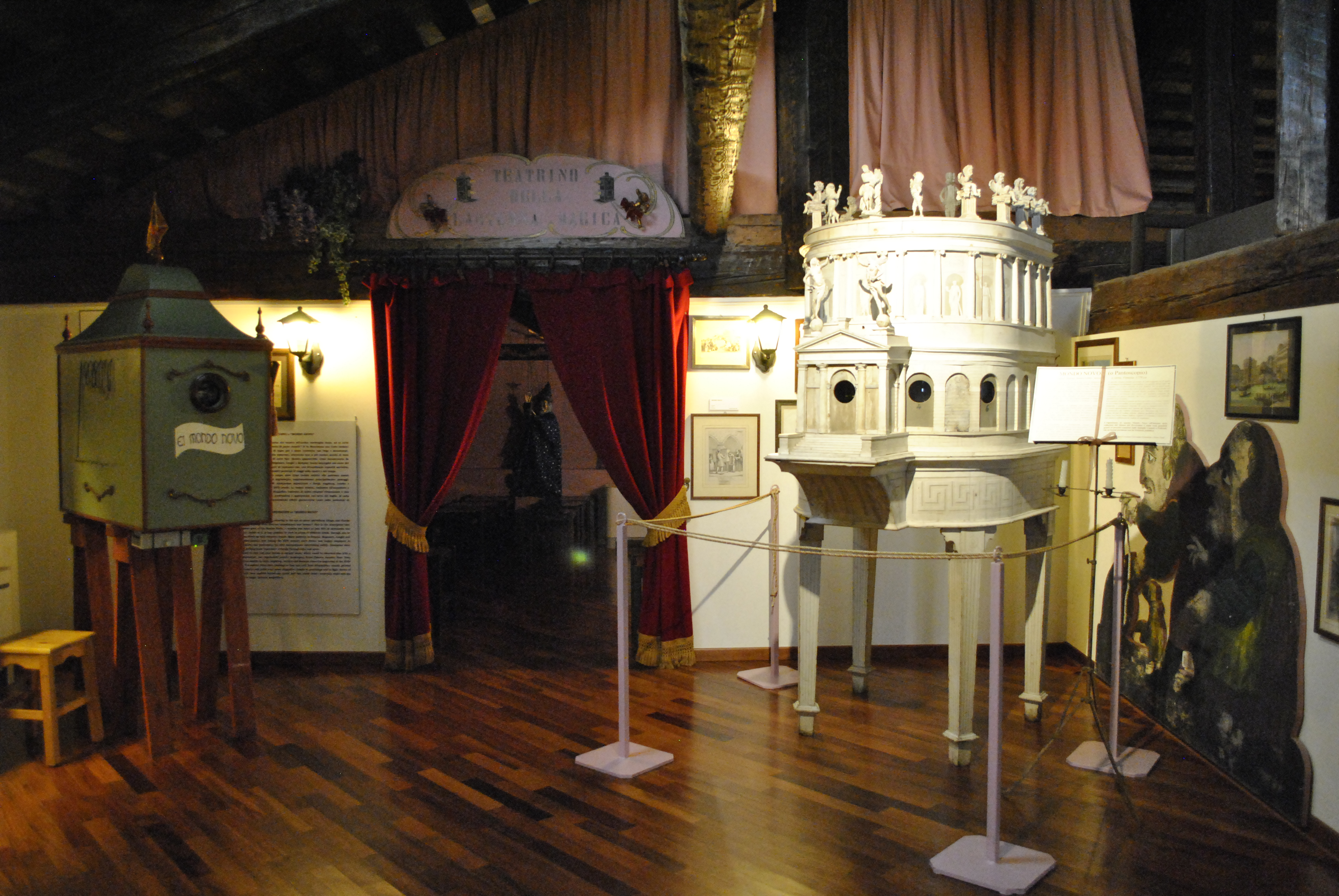
Mondi nuovi” settecenteschi nella prima sala del museo

La Collezione Minici Zotti è una collezione privata riguardante la storia del precinema, raccolta raccolta dalla fondatrice Laura Minici Zotti, artista ed esperta "lanternista" che ha viaggiato dagli anni Settanta fino al 2010, portando con sé il suo spettacolo in giro per il mondo, proprio come facevano i lanternisti dell'800. Le sue rappresentazioni con la lanterna magica sono degli autentici spettacoli ispirati a quelli di epoca vittoriana. Quest'antico proiettore è il tema principale della collezione; era usato per l'intrattenimento e l'educazione del pubblico prima dell'invenzione del proiettore cinematografico. La collezione include i vetri da proiezione per la lanterna magica, originali e dipinti a mano, e tante lanterne magiche di diversi tipi e provenienze: la lanterna doppia di W. Tyler, molte lanterne con a obiettivo singolo, la lanterna scientifica della P. Harris & Co., la lanterna americana "The Pettibone", la lanterna-cinema di Walter Gibbons e molte altre.
Sono anche esposte nel museo vedute ottiche per Il Mondo nuovo che risalgono al Settecento; un megaletoscopio datato 1864 ideato da Carlo Ponti, uno dei primi fotografi attivi a Venezia; una sezione dedicata alla stereoscopia e alla tecnica dell'anaglifo, e antiche macchine fotografiche, una camera oscura; giochi ottici come lo zootropio, il praxinoscopio, il taumatropio e il fenachistoscopio che si riferiscono alla storia dell'animazione.
Il 7 aprile 2018 il Museo ha compiuto i suoi primi 20 anni e la fondatrice Laura Minici Zotti ha deciso di passare il testimone al figlio, nonché professore di Storia e Tecnica della Fotografia all'Università degli Studi di Padova, Carlo Alberto Minici Zotti, incaricandolo ufficialmente del ruolo di Direttore del museo.
Nei suoi due decenni di vita il Museo ha subito diversi cambiamenti anche per l'espansione delle collezioni, tanto che per mostrare interamente il teatro d'ombre del cabaret Chat Noir, le silhouette e le stereoscopie è stato necessario organizzare mostre temporanee in altri luoghi.